# 모스 데프
단테 테럴 스미스 (Dante Terrell Smith, 1973년 12월 11일 ~ )는 예명 모스 데프(Mos Def)로 알려진 미국의 배우이자 MC이다. 모스 데프는 그룹〈Urban Thermo Dynamics〉에서 힙합을 시작했으며, 그 후 〈Da Bush Babees〉와 데 라 솔의 앨범에 참여했다. 탈립 콸리와 함께, 듀오 〈Black Star〉를 결성했으며, 1998년에 앨범 《Black Star》를 발표했다. 〈Rawkus Records〉가 앞장섰던 1990년대 후반 언더그라운드 힙합의 폭발적 증가에 있어 중요한 세력이었다. 솔로 아티스트로서 그는 1999년에 앨범 《Black on Both Sides》, 2004년에 《The New Danger》, 2006년에 《True Magic》, 2009년에 《The Ecstatic》을 발매하였다.
처음에는 그의 음악 작품으로 인정받았으며, 2000년대 초 이후 모스 데프의 영화 작품은 연기한 작품으로 비평가의 인정을 받았던 소수의 랩퍼들 중 하나로 그를 자리잡게했다. 모스 데프는 또한 여러 사회적이거나 정치적인 이슈에 활동하고 있는 상태이며 특히 허리케인 카트리나가 있은 후 목소리를 냈었다.

## 출연 작품
- 《이탈리안 잡》...왼쪽 귀 역 (2003년)
- 《은하수를 여행하는 히치하이커를 위한 안내서》...포드 프리펙트 역 (2005년)
- 《식스틴 블럭》...에디 벙커 역 (2006년)
- 《신의 손》
- 《비긴 어게인》 ...(2014년)

## 발매 음반
- 1994년: 《Manifest Destiny》 (with DCQ and Ces as Urban Thermo Dynamics)
- 1998년: 《Mos Def & Talib Kweli Are Black Star》 (with Talib Kweli as Black Star)
- 1999년: 《Black on Both Sides》
- 2004년: 《The New Danger》
- 2006년: 《True Magic》
- 2009년: 《The Ecstatic》